# Château de Loyes
Le château de Loyes est une demeure du XVIIIe siècle élevée par Gabriel Dervieu de Villieu, baron de Loyes, et modifié par la suite pour la famille Baboin, qui se dresse sur le territoire de la commune française de Villieu-Loyes-Mollon dans le département de l'Ain, en région Auvergne-Rhône-Alpes. Il a succédé à un ancien château élevé sur motte castrale du XIe siècle puis à une maison forte, centre de la seigneurie de Loyes, qui sert de base au château actuel, construit au XVIIIe siècle et modifié au XIXe siècle. Dans le village existe également le château de la Pie. La motte féodale, dite "poype" subsiste toujours. 
Le château, propriété privée, est partiellement inscrit aux monuments historiques.

## Localisation
Le château de Loyes est situé sur la commune de Villieu-Loyes-Mollon, dans le département français de l'Ain.

## Historique
C'est sur une ancienne poype que fut érigé, probablement en des temps très reculés, un petit château de brique.
La seigneurie de Loyes comme l'avance Guichenon était la possession de la très ancienne famille qui portait le nom de cette terre, car, vers 1145, Bernard de Loyes, chevalier, y était encore possessionné. Vers cette époque le château en appartenait déjà à Étienne II de Villars, père d'Agnès de Villars, qui la porta en dot, en 1187, à Étienne, sire de Thoire-en-Bugey.
En 1227, Étienne, sieur de Thoire-Villars, engagea à Humbert de Beaujeu, pour 408 livres, plusieurs fiefs, entre autres celui du château de Loyes. Cet engagement fut reconnu, au mois de mars 1253, par Béatrix de Faucigny, veuve d'Étienne, et au mois d'août 1274, par Humbert III, son fils.
Il est très probable que pendant la période qui s'écoula de 1227 à 1253, les sires de Beaujeu cédèrent leurs droits sur le château, car Guillaume de la Palud, prévôt de Fourvières, après en avoir joui pendant quelques années, le lègue, par testament, en 1243, à Gui de la Palud, son neveu, chanoine de Lyon.
Le 10 avril 1331, Humbert V de Thoire-Villars donna à Humbert VI, son fils, en l'émancipant, sa ville et son château de Loyes, qu'Humbert VII vendit, le 29 octobre 1402, à Amédée VIII de Savoie, s'en réservant néanmoins la jouissance jusqu'à sa mort, survenue le 7 mai 1423.
Le 26 juin 1432, Amédée VIII inféode la seigneurie de Loyes à Philippe de Lévis, vicomte de Lautrec, qui la transmet à Jean de Lévis, son fils. Amédée IX de Savoie la rachète à Jean de Lévis, le 1er février 1469. Le duc Philibert Ier de Savoie l'inféoda de nouveau, le 19 novembre 1497, avec Villars et Gourdans, à René, bâtard de Savoie, sur qui elle fut confisquée quelques années après, puis donnée, le 5 mai 1505, à Marguerite d'Autriche, douairière de Savoie, qui en jouit jusqu'à sa mort. En 1520, René rentra en possession de Loyes, qu'Henriette, sa petite-fille, porta en mariage à Melchior des Prez, chevalier, dont le fils Emmanuel-Philibert, sans enfant, la laissa à Jacques-Honorat de la Baume, comte de Suze, son neveu. La veuve de ce dernier, Françoise Apronne de Porcelet, la possédait, en 1650, au double titre de donataire et d'héritière.
Après la mort de cette dame, Louis de Suze, évêque de Viviers, et ses autres cohéritiers, la vendent, le 4 septembre 1666, à Pierre Perrachon, conseiller du roi. Dans un inventaire daté de 1669, Pierre Perrachon de Varax cite sa maison de Loyes comme « un château de briques tout ruiné ». Cet état est notamment imputable au siège de Loyes de 1599, mené par le roi Henri IV en compagnie du Maréchal de Biron[réf. souhaitée]. Alexandre-Louis Perrachon, son fils, comte de Varax, la revendit le 15 mai 1710 à noble Gabriel Dervieu, pour la somme de 27 000 livres, qui la posséda, en titre de baronnie, jusqu'à la Révolution.
Il ne reste aujourd'hui plus rien de cette première demeure qui fut le siège d'une importante seigneurie, dont dépendaient les fiefs et arrière-fiefs de La Pie (Loyes), de Fétan (Villieu), Saint-Eloy, notamment. Les anciens seigneurs de Loyes détenaient sur ces vastes terres les droits de haute, moyenne et basse justice. Un droit de péage sur la rivière d'Ain leur appartint encore à une époque.
Devenu Gabriel Dervieu de Villieu, baron de Loyes, seigneur de Villieu, de la Pie, de Fétan, de Saint-Eloy et de Montmain, il fait bâtir au pied de la poype de Loyes un château neuf, vers 1740. Il réemploya pour cette construction les anciennes fortifications du bourg qui constituent aujourd'hui la façade sud du château, dissimulées sous un crépi et percées de fenêtres.

## Description
À sa construction le château se présentait au nord par un corps central coiffé de hautes toitures, et encadré de chaque côté par de très hautes tours coiffées de toits pointus tel que figuré sur un vieux dessin daté de 1764.
Au centre du château, un escalier droit et vouté datant probablement des anciennes fortifications permet de supposer qu'une importante bâtisse existait en lieu et place du château neuf.
Le premier changement important expliquant la physionomie actuelle du château date des années 1795 : à la suite d'un incendie, les toitures furent ravagées, et remplacées plus simplement par un toit aplati, à la bourgeoise. C'est probablement à cette même époque que les tours latérales furent recoupées sur la façade nord.
Les communs actuels datent du XIXe siècle : une partie fut rebâtie vers 1850, et une autre tout à la fin du XIXe siècle par la famille d'Aimé Baboin, soyeux lyonnais originaire de la Drôme, qui s'était portée acquéreur du château en 1850. Toutefois, certains murs de ces communs sont largement antérieurs au XIXe siècle.
Une petite aile fut érigée à l'est du château, par l'architecte Charles Roux-Meulien dans les années 1890.
Enfin, fermant la cour au nord, de très importants remparts néogothiques furent élevés dans les mêmes années par le député Henri Baboin, comprenant trois tours crénelées, une tourelle coiffée d'ardoises, une grande voûte gothique, des chemins de ronde, une statue de Jeanne d'Arc, et un petit bâtiment orné d'une façade en pierre exécutée dans un style plus religieux.

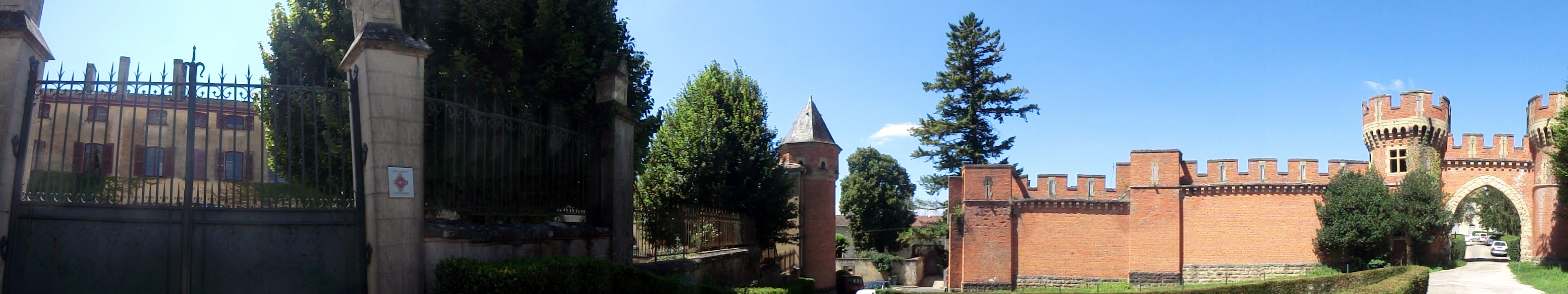
Panoramique (intérieur) du château.

### Le parc

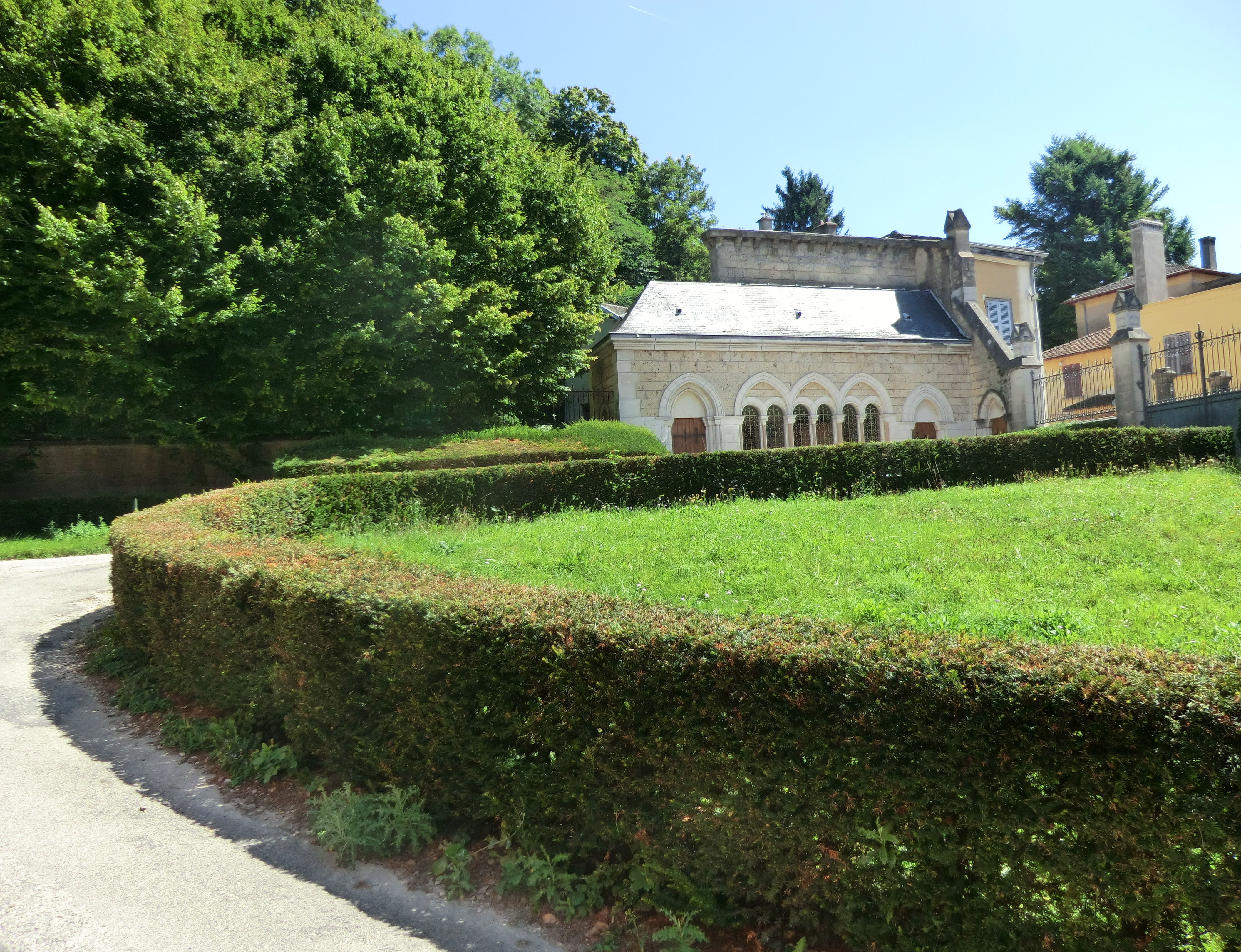
Autre vue.

À l'arrière, un parc aurait été réalisé par un successeur de Lenôtre d'après un dessin d'André Le Nôtre, comme le rapporte une tradition datant du XIXe siècle. Il comprend une partie à la française parcourue par de grandes allées rectilignes, une partie à l'anglaise modifiée au XIXe siècle ornée d'un bassin. Les principales essences qui s'y rencontrent sont des tilleuls, des marronniers, et des cèdres.
Un pont de pierre traversant l'ancienne route de Genève donne accès au jardin potager grâce à un chemin supporté par des arcades très anciennes ayant servi de volières au XIXe siècle.
L'aménagement du parc rendit également nécessaire de recouper la poype, dont une importante partie demeure toujours accessible depuis le parc du château.

## Protection aux monuments historiques
Les façades et toitures : le château, ses communs, la chapelle située à l'extérieur ; l'enceinte et le portail néo-gothique, le jardin régulier, le parc, la motte castrale, le pont belvédère, le potager avec sa clôture ; les parcelles du domaine sont inscrits au titre des monuments historiques par arrêté du 28 mars 2008.

## Personnalités liées au château
- André Le Nôtre, jardinier du roi, qui dessina le jardin du château.
- Claude Desgot, jardinier qui réalisa le jardin du château.[réf. souhaitée]
- Paul Jean Pierre Sauzet, homme politique, ministre et président de l'Assemblée Nationale. Beau-frère d'Aimé Baboin, il séjourna à Loyes régulièrement.
- Henry Baboin[8], soyeux, député au corps législatif de l'Isère de 1869 à 1870, conseiller général de l'Isère, maire de Loyes.